# Jalkapallon suomenmestaruuskilpailut 1926
La Jalkapallon suomenmestaruuskilpailut 1926 fu la diciottesima edizione del campionato finlandese di calcio. Fu giocato con una formula ad eliminazione diretta e vide la vittoria dell'HPS.

## Semifinali
|     | Risultati |                 | Luogo e data |
| --- | --------- | --------------- | ------------ |
| HPS | 5-1       | HJK             |              |
| TPS | 6-2       | Viipurin Reipas |              |
|     |           |                 |              |

## Finale
|     | Risultati |     | Luogo e data |
| --- | --------- | --- | ------------ |
| HPS | 5-2       | TPS |              |
|     |           |     |              |